# Semiothisa crassata
Semiothisa crassata är en fjärilsart som beskrevs av W. Warren 1897. Semiothisa crassata ingår i släktet Semiothisa och familjen mätare. Inga underarter finns listade i Catalogue of Life.